# الحزب الديمقراطي الأذربيجاني
الحزب الديمقراطي الأذربيجاني (بالأذرية: آذربایجان دموکرات فرقه‌سی)‏ (بالفارسية: فرقه دموکرات آذربایجان)، كان حزبًا شيوعيًا مدعومًا من الاتحاد السوفيتي وأسسه جعفر بيشيفاري في تبريز بإيران في سبتمبر 1945. تأسس الحزب كحزب معارض ضد سلالة بهلوي. قام حزب توده المدعوم من السوفييت بحل فرعه الأذربيجاني وأمر أعضائه بالانضمام إلى الحزب الديمقراطي. حكم الحزب الديمقراطي جمهورية أذربيجان الشعبية المدعومة من الاتحاد السوفيتي من عام 1945 حتى عام 1946 مع بيشيفاري كرئيس للوزراء.